# Cosmarium minimum
Cosmarium minimum  là một loài Song tinh tảo trong họ Desmidiaceae, thuộc chi Cosmarium.